# Alex Sedrick
Alex Sedrick, född 28 februari 1998, är en amerikansk rugbyspelare. Hon ingick i det amerikanska lag som tog brons i sjumannarugby vid OS 2024 i Paris.